# Andrij Dołud
Andrij Dołud (ukr. Андрі́й До́луд, ur. 3 października?/15 października 1893 w Jelizawetgradzie, zm. 6 września 1976 w Kurytybie) – ukraiński wojskowy, pułkownik Armii Czynnej Ukraińskiej Republiki Ludowej, dowódca 651 Ukraińskiego Batalionu, oddziału zaporoskiego Ukraińskich Wolnych Kozaków, a następnie szef sztabu Brygady Spadochronowej „Gruppe B” podczas II wojny światowej, emigracyjny działacz wojskowy.

## Życiorys
Działacz Ukraińskiej Partii Socjal-Demokratycznej. Podczas I wojny światowej służył w stopniu porucznika w armii rosyjskiej. W latach 1917–1918 był członkiem Ukraińskiej Centralnej Rady. Na początku listopada 1918 r. sformował w Odessie ochotniczy oddział kozacki im. Iwana Gonty, na czele którego 13 listopada tego roku przybył z Naddnieprza na pomoc wojskom Ukraińskiej Armii Halickiej, walczącym we Lwowie. Na jego rozkaza rozstrzelano we Lwowie ukrywających się na terenach opanowanych przez wojska ukraińskie polskich żołnierzy. Pod koniec 1918 r. objął dowództwo 10 Brygady Piechoty UHA, która pod jego dowództwem brała udział m.in. w operacji wowczuchowskiej, ofensywie czortkowskiej oraz przejściu Zbrucza. Od grudnia 1919 r. do maja 1920 r., w czasie I pochodu zimowego, był w stopniu pułkownika szefem sztabu Armii Czynnej URL. W czasie wojny polsko-bolszewickiej dowodził 5 Dywizją Chersońską. 
W listopadzie 1920 wraz z innymi ukraińskimi wojskowymi został internowany w Polsce. Podczas II wojny światowej w 1943 wstąpił do Ukraińskiej Armii Wyzwoleńczej. Od lutego 1944 dowodził Ost-Nachschub-Bataillon 651. Jednocześnie wszedł w skład sztabu kozackiego gen. Andrieja Szkury, który współdziałał z gen. Andriejem Własowem. Następnie został dowódcą oddziału zaporoskiego Ukraińskich Wolnych Kozaków, który na przełomie 1944/1945 r. wszedł w skład nowo formowanej 2 Dywizji Ukraińskiej Armii Narodowej. Objął funkcję szefa sztabu Brygady Spadochronowej „Gruppe B”. Po zakończeniu wojny wyemigrował do Brazylii. Na emigracji został mianowany generałem chorążym przez ukraińskie władze na uchodźstwie.